# Wiktor Czerniajew
Wiktor Michajłowicz Czerniajew, ros.  Виктор Михайлович Черняев (ur. ? w Merwie w Turkiestanie w Rosji, zm. 25 września 1974 w Santa Rosa w USA) – rosyjski wojskowy (podesauł), emigracyjny działacz wojskowy, dowódca plutonu 3 sotni 1 kozackiego pułku kawalerii Rosyjskiego Korpusu Ochronnego podczas II wojny światowej.
Ukończył korpus kadetów we Władykaukazie, po czym służył w wojsku białych. W poł. listopada 1920 r. ewakuował się z oddziałami białych z Krymu do Gallipoli. Zamieszkał w Królestwie SHS. W 1922 r. ukończył rosyjski krymski korpus kadetów, zaś rok później nikołajewską szkołę kawaleryjską w Białej Cerkwi. W 1936 r. został formalnie chorążym dywizjonu lejbgwardii sotni Kozaków kubańskich i terskich. Od 1939 r. pełnił funkcję adiutanta dywizjonu.
Po zajęciu Jugosławii przez wojska niemieckie w kwietniu 1941 r., wstąpił do nowo formowanego Rosyjskiego Korpusu Ochronnego. Od 11 września 1944 r. w stopniu podesauła dowodził plutonem 3 sotni 1 kozackiego pułku kawalerii. Po zakończeniu wojny wyemigrował do USA.